# Protosmia octomaculata
Protosmia octomaculata är en biart som först beskrevs av Pérez 1895.  Protosmia octomaculata ingår i släktet Protosmia och familjen buksamlarbin. Inga underarter finns listade i Catalogue of Life.